# Michaił Juńkow
Michaił Jurjewicz Juńkow (ros. Михаил Юрьевич Юньков; ur. 16 lutego 1986 w Woskriesiensku) – rosyjski hokeista.
Jego brat Aleksandr (ur. 1982) także został hokeistą. Do 2012 występowali razem z nim w Spartaku.

## Kariera klubowa
- Krylja Sowietow Moskwa (2002-2005)
- Ak Bars Kazań (2005-2007)
- Spartak Moskwa (2007-2009)
- Mołot-Prikamje Perm (2009)
- Ak Bars Kazań (2009-2010)
- Spartak Moskwa (2010-2014)
- Mietałłurg Magnitogorsk (2014-2015)
- CSKA Moskwa (2015-2016)
- Awangard Omsk (2016-2017)
- HK Soczi (2017)
- Saławat Jułajew Ufa (2017-2018)
- Siewierstal Czerepowiec (2018)
- Spartak Moskwa (2019-2021)
- Chimik Woskriesiensk (2021-)

Wychowanek Chimika Woskriesiensk. Od sierpnia 2010 ponownie zawodnik Spartaka Moskwa. Od stycznia 2014 zawodnik Mietałłurga Magnitogorsk. W maju 2014 pierwotnie powrócił do Spartaka, po czym został ponownie zawodnikiem Mietałłurga. Od maja 2015 zawodnik CSKA Moskwa. Od czerwca 2016 zawodnik Awangardu Omsk. W październiku 2017 trafił do HK Soczi, a wkrótce potem przeszedł do Saławatu Jułajew Ufa. W październiku 2018 został zawodnikiem Siewierstali Czerepowiec, podpisując roczny kontrakt. W listopadzie 2018 został zwolniony. W czerwcu 2019 powrócił do Spartaka, gdzie w kwietniu 2020 przedłużył kontrakt. W lipcu został zawodnikiem macierzystego Chimika Woskriesiensk.

## Sukcesy
Reprezentacyjne
- Złoty medal mistrzostw świata juniorów do lat 18: 2004
- Srebrny medal mistrzostw świata juniorów do lat 20: 2005, 2006

Klubowe
- Złoty medal mistrzostw Rosji: 2006, 2010 z Ak Barsem Kazań, 2014 z Mietałłurgiem Magnitogorsk
- Srebrny medal mistrzostw Rosji: 2007 z Ak Barsem Kazań
- Puchar Mistrzów: 2007 z Ak Barsem Kazań
- Puchar Gagarina: 2010 z Ak Barsem Kazań, 2014 z Mietałłurgiem Magnitogorsk